# Saint-Pardoux-le-Lac
Saint-Pardoux-le-Lac es una comuna nueva francesa situada en el departamento de Alto Vienne, de la región de Nueva Aquitania.

## Historia
Fue creada el 1 de enero de 2019, en aplicación de una resolución del prefecto de Alto Vienne de 26 de noviembre de 2018 con la unión de las comunas de Roussac, Saint-Pardoux y Saint-Symphorien-sur-Couze, pasando a estar el ayuntamiento en la antigua comuna de Roussac.

## Demografía
Según los datos aportados en la resolución del prefecto de Alto Vienne, la comuna se crea con 1354 habitantes.

## Composición
| Comuna fusionada           | Código INSEE | Población (2016) | Superficie (km²) | Densidad (hab./km²) |
| -------------------------- | ------------ | ---------------- | ---------------- | ------------------- |
| Roussac                    | 87128        | 455              | 24.18            | 19                  |
| Saint-Pardoux              | 87173        | 614              | 23.23            | 26                  |
| Saint-Symphorien-sur-Couze | 87184        | 251              | 19.99            | 13                  |